# サンドマン (テレビドラマ)
『サンドマン』（The Sandman）は、DCコミックスより出版されたニール・ゲイマン著の1989-1996年のコミックを原作としたアメリカ合衆国のテレビドラマシリーズである。

## 概要
シリーズはアラン・ハインバーグがNetflix向けに企画し、ハインバーグ、ゲイマン、デヴィッド・S・ゴイヤーがエグゼクティブ・プロデューサーを務め、DCエンターテイメントとワーナー・ブラザース・テレビジョンが製作した。『サンドマン』はコミックと同様にタイトルキャラクターのサンドマンことドリームの物語である。ドリーム役のトム・スターリッジが主演を務め、グェンドリン・クリスティー、ヴィヴィアン・アチャンポン、ボイド・ホルブルック、チャールズ・ダンス、アシム・チョードリー、サンジーヴ・バスカーらが脇を固める。
『サンドマン』は1991年から映画企画が始まったが、その後長らくデベロップメント・ヘルに陥っていた。2013年にはゴイヤーがワーナー・ブラザースで映画化を進め、彼とジョセフ・ゴードン＝レヴィットが製作、ゴードン＝レヴィットが主演・監督を兼任する構想であった。しかしながら2016年にゴードン＝レヴィットが創造性の違いにより降板すると映画企画が長期化したことを受けてワーナーはテレビに焦点を移した。Netflixは2019年6月にシリーズ製作の契約を結び、2020年10月に撮影が始まった。2022年8月5日に独占配信が開始された。
2022年11月3日にシーズン2が製作決定したが、2025年2月3日にシーズン2で終えることが明らかになった。

## 内容
1916年、物語の王で7体のエンドレスの1人であるドリームがオカルトマニアのロデリック・バージェスの魔術の儀式で捕えられる。彼はサンドマンから三つの魔道具を没収し、服従させようと試みるも、決して実現する事はなかった。それから105年後の2021年、脱出した彼はドリーミング王国の秩序を取り戻すために動き出す。

## キャスト
モルフェウス / ドリーム
演 - トム・スターリッジ、日本語吹替え - 細谷佳正
夢の王でドリーミングの統治者。
ルシファー・モーニングスター
演 - グェンドリン・クリスティー、日本語吹替え - 斉藤貴美子
地獄の支配者。本シリーズのルシファーは2016年のテレビドラマ『LUCIFER/ルシファー』で描かれたよりもコミックの原型にかなり近いものとなっている。ニール・ゲイマンは『LUCIFER/ルシファー』でトム・エリスによって演じられたバージョンが『サンドマン』に続投するのは難しいと指摘しつつ、エリスの再演も検討された。
ルシエンヌ
演 - ヴィヴィアン・アチャンポン、日本語吹替え - 渡辺明乃
ドリーミングの司書。コミックでドリーミングの司書だったルシエンを女性化したキャラクターである。
コリント人
演 - ボイド・ホルブルック、日本語吹替え - 岩崎正寛
ドリーミングを逃れた悪夢。
ロデリック・バージェス
演 - チャールズ・ダンス、日本語吹替え - 金尾哲夫
もぐりのオカルティスト。
アベル
演 - アシム・チョードリー、日本語吹替え - ロバート・ウォーターマン
ドリーミングの住人。聖書のアベル。
カイン
演 - サンジーヴ・バスカー、日本語吹替え - 小椋毅
ドリーミングの住人でアベルの兄。聖書のカイン。
デス
演 - カービー・ハウエル＝バプティスト、日本語吹替え - 村中知
ドリームの優しく賢い姉。
ディザイア
演 - メイソン・アレクサンダー・パーク、日本語吹替え - 阿座上洋平
ドリームの両性具有のきょうだい。ドリームとはライバル関係にある。
ディスペア
演 - ドナ・プレストン、日本語吹替え - 八百屋杏
ドリームの妹でディザイアの双子の妹。
ジョハンナ・コンスタンティン
演 - ジェナ・コールマン、日本語吹替え - 白石涼子
オカルト探偵。コールマンは18世紀と現代の2つのキャラクターを演じる。後者は前者の来孫娘である。
エセル・クリップス
演 - ジョエリー・リチャードソン、日本語吹替え - 杉村理加
バージェスの愛人でジョン・ディーの母親。若年期のクリップスはニーヴ・ウォルシュが演じる。日本語吹替え - 安野希世乃
ジョン・ディー/ドクター・デスティニー
演 - デヴィッド・シューリス、日本語吹替え - 牛山茂
狂気にとらわれたクリップスの息子。「真実」を捜そうとするあまりに世界を危険にさらす。ゲイマンはディーを「視聴者の心を傷付けつつ同情心を保ちながらも、最も暗い場所に連れて行くキャラクター」と説明した。
ローズ・ウォーカー
演 - キョウ・ラー、日本語吹替え - 松平春香
失踪した弟を捜し、コリント人の餌食となる若い女性。
ギルバート
演 - スティーヴン・フライ、日本語吹替え - 北川勝博
ウォーカーのチャーミングなボディガード。
リタ・ホール
演 - ラザーヌ・ジャマル、日本語吹替え - 樋口あかり
ウォーカーの友人で夫のヘクター・ホールを悼む寡婦。
ユニティ・キンケイド
演 - サンドラ・ジェームズ・ヤング、日本語吹替え - 宮寺智子
ウォーカーの恩人で100年の眠りから目覚める。
マシュー
声 - パットン・オズワルト、日本語吹替え - 岩崎ひろし
ドリームの腹心の烏。
セクストン・ファーニバル
声 - コリン・モーガン、日本語吹替え - 浪川大輔
自殺願望がある若者

## 製作

### 企画

#### 映画化構想
DCコミックスより1989年から1996年まで出版されたニール・ゲイマンが脚本のアメリカン・コミックス作品『サンドマン』を翻案する試みは1990年代より存在していたが、長らくデベロップメント・ヘルに陥っていた。『Inquisitr』の記事では「『サンドマン』のコミックとしての性質は多くの人にとって非常にユニークで人生を変えるような経験であり、そのために大小のスクリーンに翻案することは非常に難しく、挑戦的であった」と分析された。
ゲイマンは1991年にDCの親会社のワーナー・ブラザースから初めて映画化の話を持ちかけられたが、その当時は不安を感じていた。映画化企画は1996年に始まり、ロジャー・エイヴァリーが監督に就任し、テッド・エリオットとテリー・ロッシオが脚本を執筆した。エリオットとロッシオによる脚本は『サンドマン』の最初の2つの章である「プレリュード&ノクターン」と「ドールズハウス」を1つの物語に統合したものであった。ゲイマンは脚本を気に入ったものの、エイヴァリーとプロデューサーのジョン・ピーターズは衝突し、その後エイヴァリーは解雇された。1998年にはウィリアム・ファーマーによって『サンドマン』の脚本が書かれたが、ゲイマンは「私が今まで見た『サンドマン』の脚本の中で最低というだけでなく、今まで読んだあらゆる脚本の中でも最低だ」と評した。ファーマーの脚本はドリームを悪役扱いし、ルシファー・モーニングスターと兄妹関係にするなど原作と大幅に異なる内容であった。
ファーマーの脚本を読んだ後のゲイマンは『サンドマン』の映画化自体に懐疑的となった。2007年に彼は「最低な『サンドマン』の映画が存在するくらいなら『サンドマン』の映画は作られない方がいい」と発言しつつ、「『サンドマン』の映画が作られる時がもうすぐやって来る気がする。『ロード・オブ・ザ・リング』のピーター・ジャクソン、あるいは『スパイダーマン』のサム・ライミのように原作へのこだわりを持った人物が必要だ」と付け加えた。また、彼はテリー・ギリアムが監督することにも関心を示し、「私はテリー・ギリアムのためなら何でもするし、もしテリー・ギリアムが『サンドマン』をやりたいと思ったら、私はテリー・ギリアムが『サンドマン』をやるべきだと考えている」と述べた。2013年、DCエンターテインメントのダイアン・ネルソンは『サンドマン』の映画化は『ハリー・ポッター』ユニバースのように豊かな展望を構想し、優先的に考えているプロジェクトであると語った。
DCでバットマンの映画フランチャイズに携わっていたデヴィッド・S・ゴイヤーは2013年に『サンドマン』の映画化をワーナー・ブラザースに提案し、2014年2月にはジョセフ・ゴードン＝レヴィットがゲイマンと共に映画を製作することとなり、ジャック・ソーが脚本家に就任した。ワーナー・ブラザースはゴードン＝レヴィットが主演し、更に監督兼任の可能性も視野に入れていた。この映画はDCエクステンデッド・ユニバースとは別にDCのヴァーティゴ・インプリントで出版されている作品を基とした映画群の一環としてニュー・ライン・シネマが製作する予定であった。2016年3月にエリック・ハイセラーが脚本書き直しのために雇われたが、その直後にゴードン＝レヴィットは創造的な方向性を巡ってワーナー・ブラザースと意見が違えたことにより降板した。続いて11月にハイセラーは草案を提出したものの、「私は、この作品の最高のバージョンはフィーチャー映画でも三部作でもなく、HBOでの長期シリーズやリミテッドシリーズであるという結論に達した。フィーチャー映画の構造はこの作品とは相容れないのだ」と語ってプロジェクトから降板した。

#### テレビへの移行
映画の企画段階が長引いていた2010年にDCエンターテイメントはテレビドラマの企画に焦点を移した。映画監督のジェームズ・マンゴールドが非公式にゲイマンと相談しながらHBOにシリーズのコンセプトを提案したが、これは失敗に終わった。2010年9月にはワーナー・ブラザース・テレビジョンがテレビシリーズの製作権を獲得し、『スーパーナチュラル』のエリック・クリプキが製作者候補となっていることが報じられた。ゲイマンは後にクリプキの方針に不賛成であることを明かし、またゴイヤーによる映画化企画が順調に進んでいたためにテレビ化の企画は見送られた。
2019年6月、Netflixはワーナー・ブラザースとのシリーズ製作契約を締結し、11話分を発注した。『ハリウッド・リポーター』によると、ワーナー・ブラザースはこのシリーズをHBOを含む複数のネットワークに持ち込んだが、HBOは巨額の予算を理由に断念した。Netflixは巨大な知的財産を獲得して加入者を集める試みの一環として「この作品を逃がさなかった」としている。シリーズはアラン・ハインバーグにより企画され、彼はゲイマンとゴイヤーと共にエグゼクティブ・プロデューサーも兼任する。ゲイマンは自身の『アメリカン・ゴッズ』（2001年）の2017-2021年のテレビドラマ化の時よりは関与するが、『グッド・オーメンズ』（1990年）の2019年のテレビドラマ化の時ほどは関与しないと述べている。

### 脚本執筆
ゲイマンによるとコミックを忠実に翻案することが計画されており、まず第1シーズンは「プレリュード&ノクターン」と「ドールハウス」が基となる。しかしながらシリーズでは物語を現代にアップデートするための変更が加えられている。例えば物語は1989年ではなく2021年に始まり、ドリームは75年ではなく105年間幽閉されている。他のキャラクターも同様に「もし今このキャラクターを作るとしたら、そのキャラクターの性別は? 彼らは何者か? 何をしているだろうか?」という疑問の基に更新される。

### キャスティング
長年の『サンドマン』ファンであるパットン・オズワルトはシリーズで初めてキャスティングされた俳優であり、彼は『サンドマン』がNetflixに売り込まれる前日に烏のマシューの声担当となった。2020年9月、トム・ヨークとコリン・モーガンのスクリーンテストが行われた後にトム・スターリッジがドリーム役の交渉に入り、一方でリアム・ヘムズワースとデイカー・モンゴメリーがコリント人役として検討されていた。キャスティング情報は厳重に伏せられており、第1シーズンの撮影が始まってもすぐには公表されなかった 。ボイド・ホルブルックによるとキャスティングのプロセスは長期に及び、2020年1月頃にオーディションを受けたにもかかわらず9月になっても続報がなかったと振り返っている。2021年1月、スターリッジ、グェンドリン・クリスティー、ヴィヴィアン・アチャンポン、ホルブルック、チャールズ・ダンス、アシム・チョードリー、サンジーヴ・バスカーの出演が発表された。
2021年5月、カービー・ハウエル＝バプティスト、メイソン・アレクサンダー・パーク、ドナ・プレストン、ジェナ・ルイーズ・コールマン、ニーヴ・ウォルシュ、ジョエリー・リチャードソン、デヴィッド・シューリス、キョウ・ラー、スティーヴン・フライ、ラザーヌ・ジャマル、サンドラ・ジェームズ・ヤング、オズワルトの出演が追加で発表された。2回目のキャスティング発表は『サンドマン』のファンの一部から反発を受け、コミックで白人として描かれているキャラクターのデス役に黒人のハウエル＝バプティストがキャスティングされたことを批判する声もあった。『ザ・デイリー・スター』のメハルル・バリはキャスティング発表に対する反発は明らかに「甚だしい恐怖症に根ざしている」が、キャスティング選択の中にはNetflix作品やコミックの映像化におけるトークニズムを継続させる「スタント・キャスティング」のようなものであると感じた。バリはデスを除くエンドレスたちが依然として白人俳優によって演じられていることを例に挙げた。ゲイマンは反発を一蹴し、またノンバイナリー俳優のパークをデザイア役にキャスティングしたことを批判するファンは（デザイアが両性具有として描かれている）『サンドマン』の原作コミックを読んだことがないのではないかと反論した。

### 撮影
シリーズの撮影は当初は2020年5月末頃に開始予定であったが、COVID-19パンデミックの影響により延期された。2020年9月、ゲイマンは自身のTwitterで「ロックダウンが解除される」10月に撮影開始予定であることを明かした。撮影は2020年10月15日に始まった。COVID-19パンデミックの影響により、第1シーズンの撮影はイギリスのみで行われた 。2020年12月にホルブルックの場面の撮影が始まった。第1シーズンの製作は2021年6月まで続く見込みである。

## マーケティング
2021年6月8日、NetflixはYouTubeに舞台裏ビデオを公開した。

## 評価
レビュー・アグリゲーターのRotten Tomatoesでは100件のレビューで支持率は87%、平均点は7.60/10となった。Metacriticでは28件のレビューを基に加重平均値が66/100となった。

## スピンオフ
2023年11月12日、サンドマンの世界を舞台にした『デッドボーイ探偵社』というドラマが2024年配信予定だと決定し、ティーザー予告が公開された。